# Петровка (Зилаирский район)
Петровка (баш. Муҡайлы) — село в Зилаирском районе Республики Башкортостан Российской Федерации. Входит в состав Зилаирского сельсовета.

## География

### Географическое положение
Расстояние до:
- районного центра (Зилаир): 12 км,
- центра сельсовета (Зилаир): 12 км,
- ближайшей железнодорожной станции (Сибай): 135 км.

## История
Деревня Петровка была основана в 1784 году владельцами близлежащего Преображенского завода и была к нему причислены. Первые жители, крепостные крестьяне, были переведены из различных деревень Ветлужского уезда, а также из Воскресенского и Архангельского заводов. По ревизии 1834-го года население деревни составляет 779 человек.

## Население
| 2002 | 2009 | 2010 |
| ---- | ---- | ---- |
| 211  | ↘163 | ↘147 |

Национальный состав
Согласно переписи 2002 года, преобладающая национальность — русские (83 %).

## Религия
В селе есть православная часовня Петра и Павла.

## Известные уроженцы
- Павлов, Пётр Егорович (14 июля 1925 — 8 сентября 1958) — стрелок 1341-го стрелкового полка (319-я стрелковая дивизия, 43-я армия, 3-й Белорусский фронт), рядовой, Герой Советского Союза.
- Карманов, Юрий Трофимович (1945—2017) — советский и российский учёный, преподаватель, доктор технических наук, профессор Южно-Уральского государственного университета с 1967 года по 2017 год, директор Научно-исследовательского института цифровых систем с 1987 года по 2017 год